# Reiterstandbild

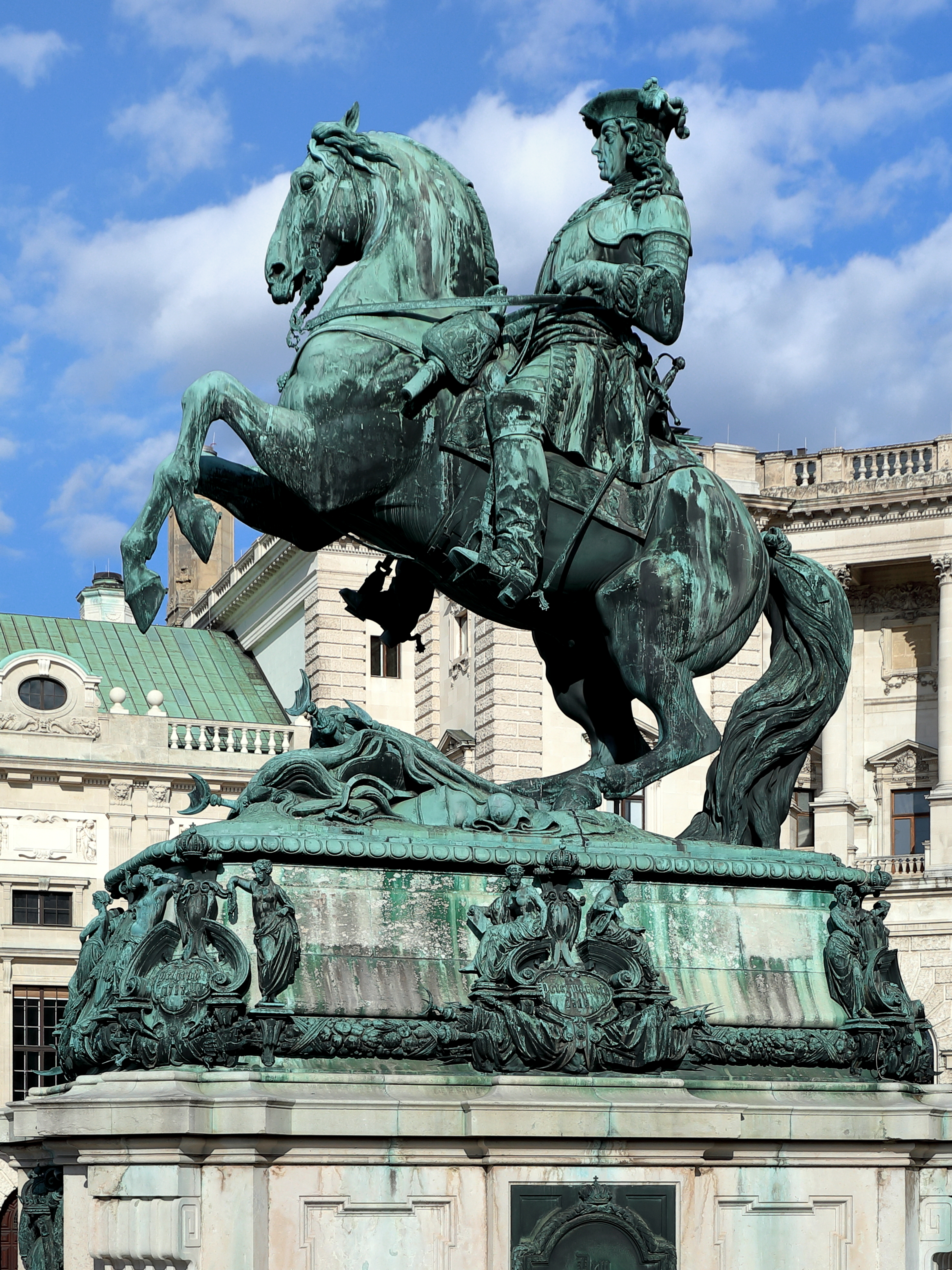
Prinz-Eugen-Reiterdenkmal am Heldenplatz in Wien

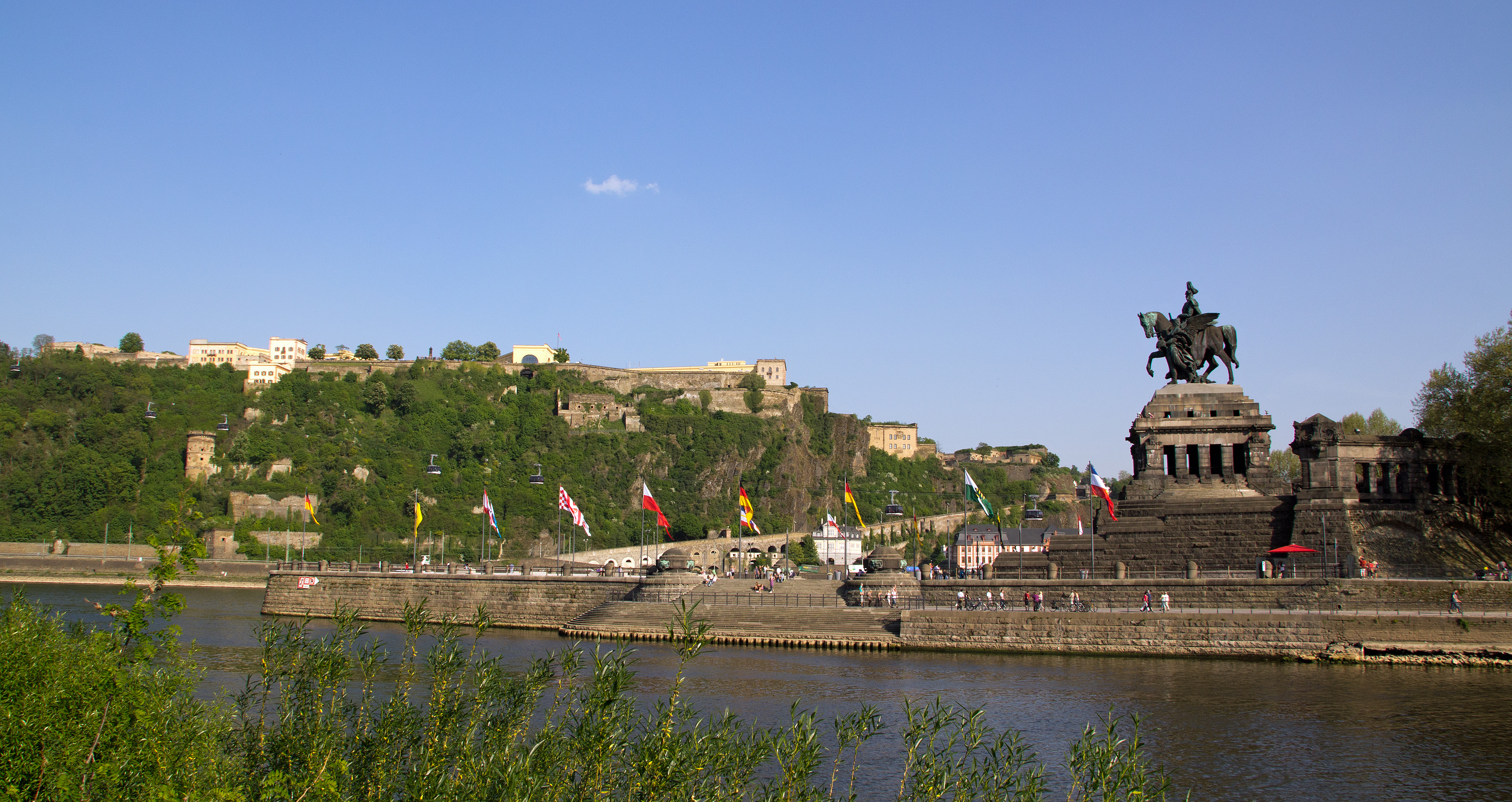
Reiterstandbild Kaiser Wilhelms I. am Deutschen Eck in Koblenz, größtes Reitermonument Deutschlands

Ein Reiterstandbild oder Reiterdenkmal ist die aus der römischen Antike übernommene öffentliche und zumeist überlebensgroße bronzene Darstellungsform eines Herrschers oder eines Feldherrn zu Pferd. Reiterstandbilder stehen – abgesehen von ganz wenigen Ausnahmen – auf hohen, steinernen Postamenten an herausgehobenen Stellen (meist Plätze) und unter freiem Himmel in Städten.

## Abgrenzung
Das zumeist Heerführern und Herrschern vorbehaltene „Reiterstandbild“ (vgl. Vandalismus und Denkmalsturz) ist zu unterscheiden vom meist Rednern bzw. Politikern vorbehaltenem Standbild und dem Musiker-, Dichter- und Gelehrtendarstellungen vorbehaltenen Sitzbild (z. B. Theodor-Mommsen-Denkmal in Berlin). Die Denkmalbüste dagegen ist die öffentliche Form der Porträtplastik.
Seit dem Hoch- und Spätmittelalter werden auch einige wenige christliche Glaubensstreiter als unterlebensgroße „Reiterfiguren“ dargestellt (s. u.); hierfür verwendete man Stein und Holz als Material. Derartige Figuren sind zumeist im Innern von Kirchen (seltener auch in Rathäusern etc.) angebracht.

## Darstellungsformen
Während kleinere Reiterstandbilder zumeist in Stein oder Holz gefertigt wurden, werden monumentale Reiterstandbilder in der Regel als Bronzeguss in spezialisierten Bildgießereien ausgeführt; sie werden zumeist in Teilen gegossen, die erst am Aufstellungsort montiert werden. Die antike Herkunft dieser Darstellungsform bedingt einen steinernen Sockel. Statisch nur schwer zu bewerkstelligen und deshalb sehr selten sind Reiterbildnisse mit einem sich aufbäumenden Pferd.
Das großformatige Reiterbildnis ist auch ein Thema der Monumentalmalerei.

## Bekannte Reiterstandbilder
- Reiterstandbild Mark Aurels (2. Jahrhundert, Rom)
- Reiterstandbild des Gattamelata, Heerführer, von Donatello (1453, Padua)
- Reiterstandbild des Bartolomeo Colleoni von Andrea del Verrocchio (1488, Venedig)
- Reiterstandbild des Cosimo I. de’ Medici, Großherzog der Toskana, von Giambologna (1587, Florenz)
- Reiterstatue König Ludwig XIII. (1639 in Bronze und 1829 in Stein, Place des Vosges, Paris)
- Reiterstandbild des Großen Kurfürsten (1703, Berlin)
- Reiterstandbild des Kurfürsten Johann Wilhelm von der Pfalz (1711, Düsseldorf)
- Reiterstandbild des sächsischen Kurfürsten und polnischen Königs August des Starken, genannt Goldener Reiter (1736, Dresden)
- Der eherne Reiter (1782, Sankt Petersburg)
- Reiterstandbild Karls IV. (1803, Mexiko-Stadt)
- Reiterstandbild Maximilians I. (1839, München)
- Reiterstandbild Friedrichs des Großen (1851, Berlin)
- Denkmal für Nikolaus I. (1859, Sankt Petersburg)
- Ernst-August-Denkmal (1861, Hannover)
- Reiterstandbild Ludwigs I. (1862, München)
- Prinz-Eugen- und Erzherzog-Karl-Denkmal (1865, Heldenplatz, Wien)
- Ban Jelačić Statue (1866, Ban-Jelačić-Platz, Zagreb, Kroatien)
- Reiterstandbild Friedrich Wilhelms von Braunschweig-Wolfenbüttel (1874, Braunschweig)
- Reiterstandbild Karl Wilhelm Ferdinand von Braunschweig-Wolfenbüttel (1874, Braunschweig)
- Reiterstandbild Friedrich Wilhelms III. (1876, Berlin)
- Reiterstandbild Giuseppe Garibaldis vor dem Teatro Carlo Felice (1879, Genua)
- König-Johann-Denkmal (1889, Theaterplatz, Dresden)
- Reiterstatue des Prinzregenten Luitpold von Bayern auf dem Rathausplatz, ein Werk Wilhelms von Rümann, (1892, Landau in der Pfalz)
- Kaiser-Wilhelm-Denkmal (1896, Düsseldorf)
- Reiterstandbild Viktor Emanuels II. (1896, Piazza del Duomo, Mailand)
- Kaiser-Wilhelm-Denkmal am Deutschen Eck, größtes Reitermonument Deutschlands (1897, Koblenz)
- Kaiser-Wilhelm-Nationaldenkmal (1897, Berlin)
- Kaiser-Wilhelm-I.-Denkmal (1898, Altona und 1903, Hamburg)
- Reiterstandbild Prinzregent Luitpolds von Bayern (1899, Bamberg)
- Reiterstandbild des Absalon von Lund (1902, Kopenhagen, Dänemark)
- Reiterstandbild Karls IX. (1904, Göteborg, Schweden)
- Kaiser-Wilhelm-I.-Denkmal (1905, Egidienplatz, Nürnberg)
- Bismarck-Denkmal (1910, Bremen)
- Reiterstandbilder vor der Hohenzollernbrücke (1911, Köln)
- Reiterstandbild Viktor Emanuels II. auf dem Monumento Vittorio Emanuele II (1911, Rom)
- Reiterdenkmal (1912, Windhoek)
- Wenzelsdenkmal auf dem Wenzelsplatz (1913, Prag)
- Reiterstandbilder des Bertrand du Guesclin in Dinan und Caen (um 1920)
- Reiterstandbilder von Jeanne d’Arc in Orléans und Reims (um 1925)
- Atatürk-Siegerdenkmal des österreichischen Bildhauers Heinrich Krippel zum Gedenken an den türkischen Befreiungskrieg (1927, Ankara)
- Reiterstandbild Shivajis (Mumbai, Indien)
- Reiterstandbild Fürst Skanderbeg am Skanderbeg-Platz (1968, Tirana, Albanien)
- Reiterstandbild Habib Bourguiba (1973, Tunis)[1]
- Reiterstandbild Pre Bell Man von Nam June Paik vor dem Museum für Kommunikation (1990, Frankfurt am Main)
- Reiterstandbild des Dschingis Khan (2008, Mongolei)
- Reiterstandbild Angela Merkels, 3D-Druck-Plastik aus Leichtbeton von Wilhelm Koch, 2023 zusammengebrochen[2]

## Andere Reiterfiguren
Gelegentlich wird die Bezeichnung „Reiterfigur“ auch allgemein für Personendarstellungen zu Pferde verwendet; in diesem Zusammenhang zu erwähnen sind die hochmittelalterlichen Statuen des „Bamberger Reiters“ oder des „Magdeburger Reiters“ sowie verwandte Bildnisse.
Über ganz Europa verbreitet sind mittelalterliche und frühneuzeitliche Reiterfiguren des drachentötenden hl. Georg und des mantelteilenden hl. Martin; in Spanien wird Santiago in seiner Rolle als „Maurentöter“ (matamoros) regelmäßig als Reiter zu Pferde gezeigt.